# Trioza malloticola
Trioza malloticola är en insektsart som först beskrevs av Crawford 1928.  Trioza malloticola ingår i släktet Trioza och familjen spetsbladloppor. Inga underarter finns listade i Catalogue of Life.